# Volo Lake Central 527
Il volo Lake Central 527 era un volo regolarmente programmato da Chicago, Illinois, a Detroit, nel Michigan, con fermate a Lafayette, Indiana, Cincinnati, Columbus e Toledo, in Ohio. Operato da uno dei Convair 580 della Lake Central Airlines, il 5 marzo 1967 si schiantò vicino a Marseilles, con la perdita di tutti i 38 passeggeri e i 3 membri d'equipaggio a bordo.

## Gli eventi
Il 5 marzo 1967 il volo Lake Central 527 era programmato in partenza da Chicago a Detroit. L'aereo partì da Chicago alle 1704H e proseguì normalmente per Lafayette, Cincinnati e Columbus. Non furono segnalati problemi di alcun genere.
L'aereo arrivò fino a Columbus e ripartì alle 19:52 per Toledo. Alle ore 20:05 il volo venne autorizzato dal controllo del traffico aereo a scendere da 10.000 piedi a 6.000 piedi durante l'avvicinamento. Il controllore richiese ai piloti di segnalare la loro discesa e di riferire una volta attraversati gli 8.000 e i 7.000 piedi. L'equipaggio confermò di essere sceso da quota 10.000 piedi. Questa fu l'ultima trasmissione dell'aereo.
Alcuni testimoni nelle vicinanze di Marseilles riferirono di aver udito suoni di un aereo tra le 20:05 e le ore 20:10. Alcuni dissero di aver sentito un motore che "va su di giri". Poco dopo venne segnalato il suono di un'esplosione.
Entro le 21:00 le autorità confermarono che un aereo si era schiantato nell'area. Al momento dell'incidente si segnalò pioggia mista a neve.

## La causa
È stato riscontrato che il peso dell'aereo non superava i limiti di sicurezza e che l'equipaggio era adeguatamente qualificato per il volo, senza segnalazioni di alcun problema nei loro curriculum.
L'aereo era dotato di un registratore dei dati di volo. Non avendo subito danni nell'incidente fu possibile esaminarlo. Circa 14 minuti dopo la partenza da Columbus, l'aereo era su una rotta di 322°, quando virò bruscamente a destra di 40°, e poi a sinistra di 55°, a quel punto l'alimentazione elettrica al registratore si interruppe bruscamente. Il registratore di suoni della cabina di pilotaggio smise di registrare nello stesso momento, anche se subito prima si udì un suono descritto dagli investigatori come "i primi secondi di una sirena antiaerea".
L'aereo si era schiantato in un campo agricolo, su una rotta di 360°. La fusoliera anteriore si era separata dalla parte principale del velivolo e i detriti vennero recuperati lungo un percorso di 1,5 miglia e largo 1/2 miglio su una rotta di 135° dal relitto principale. L'elica destra era completamente staccata dal motore, così come le pale. Nel ricostruire il relitto, gli investigatori rivelarono che l'elica destra si era separata in volo per poi recidere la fusoliera.
Durante la fabbricazione dei pistoni delle eliche, che controllano il loro andamento, vengono rivestiti attraverso un processo chiamato nitrurazione, che li indurisce e li rende più resistenti all'usura superficiale. Dovrebbero essere ispezionati spesso per assicurarsi che il processo sia completato. Sebbene non sia noto il motivo per cui l'elica sull'N73130 non sia stata nitrurata o non sia stata ispezionata, resta il fatto che è stata commessa un'irregolarità. Durante la vita del motore il pistone si consumò lentamente, e durante il volo del 5 marzo 1967 alla fine si guastò, provocando una velocità eccessiva dell'elica. Quest'ultima si è successivamente staccata a causa di un sovraccarico, 1-2 secondi dopo. A quel punto le pale vennero scagliate attraverso la cabina, recidendo i cavi di controllo e l'integrità strutturale dell'aereo stesso. Gli investigatori stabilirono che l'incidente era stato causato esclusivamente dal difetto dell'elica e dal successivo guasto.